# Osiedle Mały Jaworowy

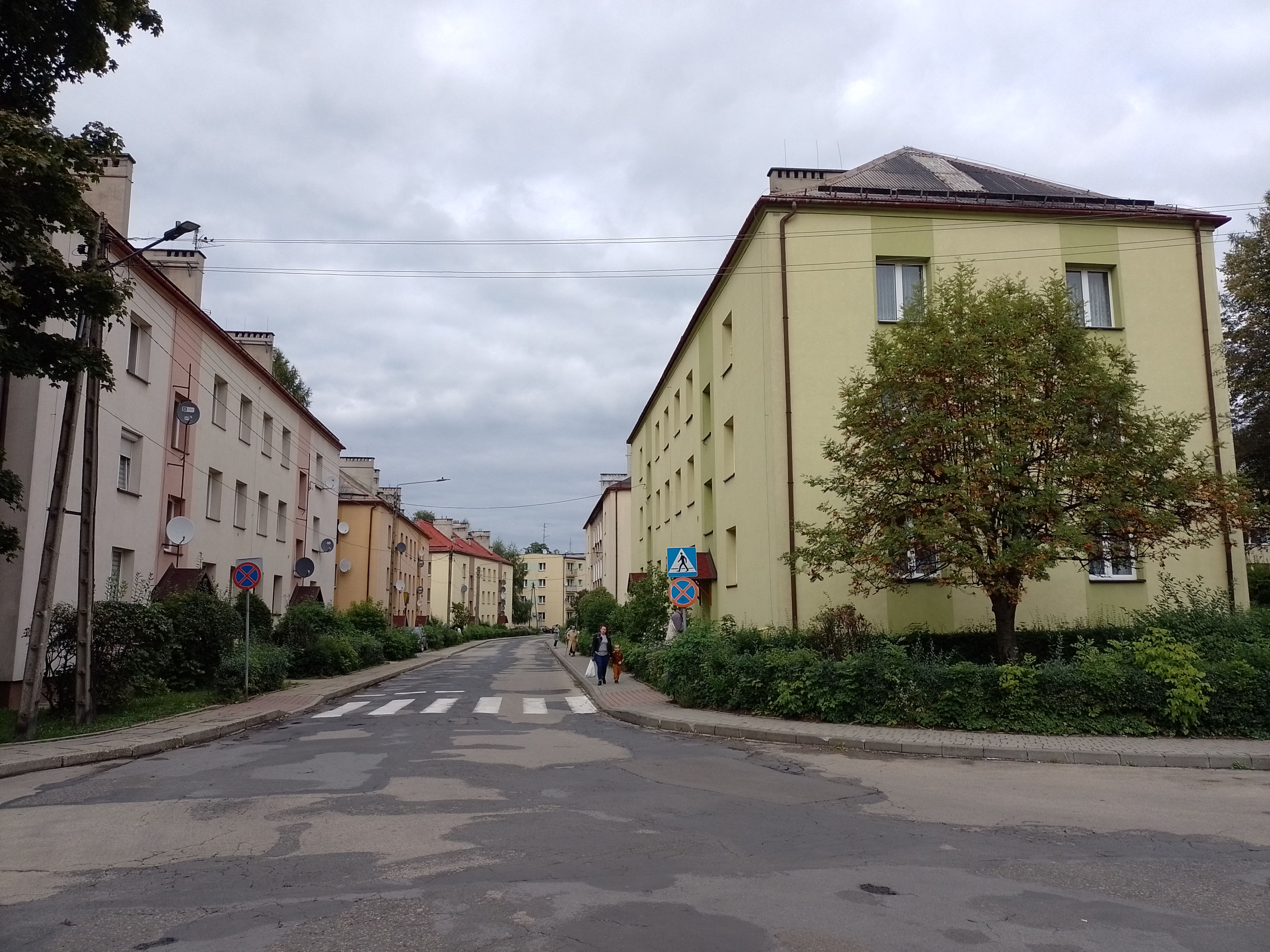
Ulica księdza Tomanka w centrum osiedla

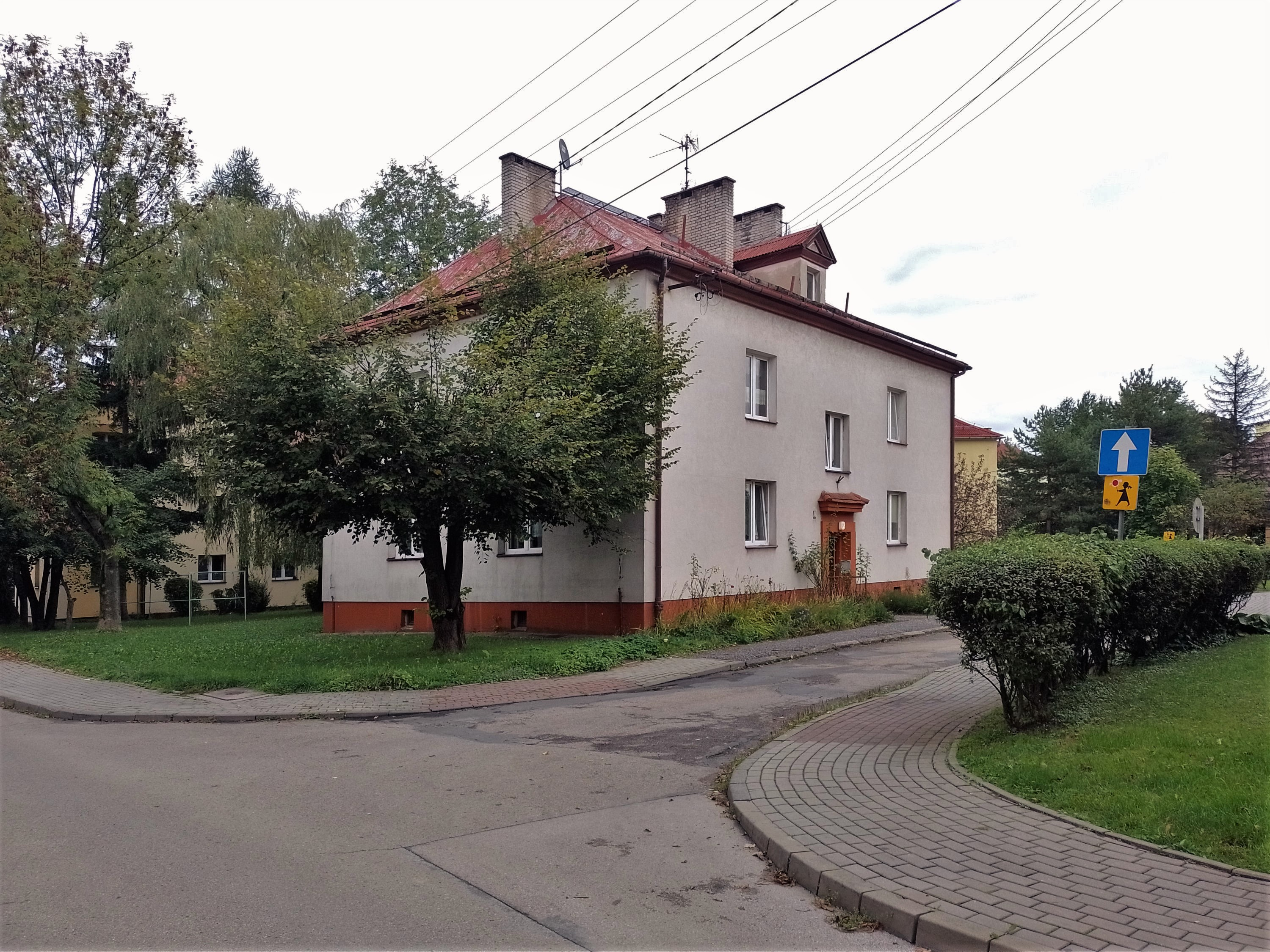
Kameralny blok przy ulicy Trzanowskiego

Osiedle Mały Jaworowy (potocznie zwany jako ZOR Zakładowe Osiedle Robotnicze) − jedno z osiedli w mieście Cieszyn wybudowane w latach 50. XX wieku. Znajdują się tu bloki mieszkalne oraz instytucje użyteczności publicznej takie jak:
- NZOZ "Ośrodek Medycyny Ogólnej (ul. ks. Tomanka 11)[1]
- Szkoła Podstawowa nr 3 im. Janusza Korczaka (ul. gen. J. Hallera 8)[2]
- Przedszkole nr 2 z oddziałami integracyjnymi (ul. ks. J. Trzanowskiego 4)[3]
- Żłobek Miejski nr 1 (ul. ks. J. Trzanowskiego 2)

## Komunikacja
Na osiedlu znajdują się dwukierunkowe przystanki ZGK Cieszyn Sp. z o.o:
- gen. Hallera/Skrzyżowanie: linie nr 21, 22, (30, 32, 50)
- ks. Tomanka/Sklep: linie nr 21, 22, (30, 32, 50)
- Puńcowska/III: lina nr 5
- Puńcowska/II: linia nr 5
- Puńcowicka/I: linia nr 5
- Puńcowska/Osiedle: linie nr 5, 21, 22 (30, 32, 50)

Przystanki "Na Żądanie" (do wysiadania)
- Tysiąclecia/Kiosk: linia nr 5
- gen. Hallera/Puńcowska: linia nr 5